# Frontières de Chypre

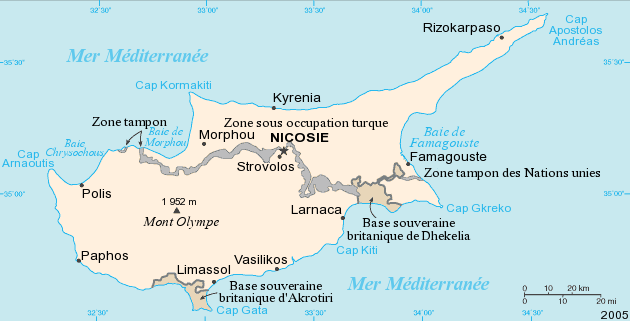
Carte de Chypre (en clair).

Cet article recense les frontières de Chypre.

## Frontières

### Frontières terrestres
Lors de l'indépendance de Chypre en 1960, le Royaume-Uni a conservé la souveraineté sur deux bases militaires situées sur la côte sud de l'île, conduisant à une frontière terrestre avec les bases britanniques d'Akrotiri et Dhekelia. Ces deux bases étant distantes de plusieurs dizaines de km, la frontière est constituée de deux segments distincts, pour un total de 152 km.
La base de Dhekelia comporte 4 enclaves chypriotes : les villages de Xylotýmvou et d'Ormídia, ainsi que la centrale électrique de Dhekelia (partagée en deux par une route sous souveraineté britannique, créant deux enclaves distinctes).
À la suite de l'invasion de la partie nord-est de l'île de Chypre par les forces de la Turquie en 1974, cette zone est administrée par la république turque de Chypre du Nord depuis 1983, une entité qui n'est reconnue par aucun pays en dehors de la Turquie mais qui assure de facto la gestion de la région. Du point de vue pratique, les deux parties sont séparées par la ligne verte, une zone démilitarisée contrôlée par les « casques bleus » des Nations unies, qui joue ainsi le rôle de frontière. Les casques bleus sont créés en 1964 ce sont majoritairement des militaires des civils et des policiers qui sont chargés du maintien de la paix à chypre.

### Frontières maritimes
Chypre étant une île, des délimitations maritimes y existent avec 6 pays limitrophes :
- Égypte (délimitation par traité, le 17 février 2003[2])
- Grèce
- Israël (délimitation par traité, le 17 décembre 2003[3])
- Liban
- Syrie
- Turquie

### Récapitulatif
Le tableau suivant récapitule l'ensemble des frontières de Chypre :
| Pays        | Terre (km) | Mer (km) | Total (km) | Notes                                                                      |
| ----------- | ---------- | -------- | ---------- | -------------------------------------------------------------------------- |
| Égypte      | —          | 303      | 303        |                                                                            |
| Grèce       | —          | 73       | 73         |                                                                            |
| Israël      | —          | 102      | 102        |                                                                            |
| Liban       | —          | 186      | 186        |                                                                            |
| Royaume-Uni | 152        | —        | 152        | Avec les bases britanniques d'Akrotiri et Dhekelia ; 4 enclaves chypriotes |
| Syrie       | —          | 135      | 135        |                                                                            |
| Turquie     | —          | 539      | 539        | Frontière contestée entre les deux pays                                    |
| Total       | 152        | 1 336    | 1 488      |                                                                            |